# Lindsay Zwaan
Lindsay Zwaan (Rotterdam, 3 januari 1994) is een Nederlandse actrice. Ze speelde in diverse films en series, waaronder Bodem, Smeris en Sihame.

## Levensloop
Sinds 2012 is Zwaan actief als actrice. Ze maakte haar acteerdebuut in de langspeelfilm My Life on Planet B. Vanaf 2014 speelde ze twee seizoenen een grote bijrol in de politieserie Smeris als Tessa de Bruyn. Daarna volgden er bij- en gastrollen in verschillende televisieproducties. In 2024 maakte zij haar opwachting als Sally in de serie BODEM gemaakt door Eva Crutzen. In het najaar van 2025 komt het tweede seizoen van BODEM uit, waarin Lindsay wederom is te zien als Sally.
Ze studeerde aan de acteursopleiding aan de Toneelacademie Maastricht, waar ze in 2019 afstudeerde. In regie van Paul Knieriem speelde ze in de voorstelling Kras bij Toneelschuur producties. Vervolgens stond ze o.a. in het theater met de voorstellingen De Memers (2022) en Satisfactory (2023), beiden in samenwerking met Booi Kuiving en Feikes Huis.
Met haar eigen gezelschap Studio Dooie Mus maakt ze post-traumatisch beeldend theater. In 2023 ging de eerste voorstelling in première op het Amsterdam Fringe Festival, De Vergadering, in regie van Jelle Stiphout. Het jaar daarna volgde K-HOLE, een duister coming of age sprookje over het trauma dat volwassen worden heet. Beide voorstellingen gaan aankomend theaterseizoen in reprise en zijn te zien in verschillende theaters in Nederland.

## Filmografie

### Film
- 2012: My Life on Planet B, als Jessica
- 2012: Romance, als kind met pistool
- 2013: Vingers, als Moniek
- 2014: Liften
- 2015: Viewfinder, als Lotte
- 2016: Fissa, als Hellen
- 2017: Baardbroeders, als Tessa
- 2019: Baantjer: het begin, als Tessie
- 2022: Blauwe regen, als Saar
- 2024: Astro, als Franka

### Televisie
- 2013: Penoza, als meisje in kliniek
- 2014-2015: Smeris, als Tessa de Bruyn
- 2017: Soof: een nieuw begin, als Liv
- 2019: DNA, als Daan
- 2019: Baantjer: het begin, als Tessie
- 2022: Sihame, als lerares
- 2022: Dertigers, als co-ouder speeddater Marga
- 2024: Flikken Maastricht, als Trix van Thijn
- 2024: BODEM, als Sally
- 2025: Bennie, als Lotte

## Theater
Theater
- 2018: Kras, Paul Knieriem, Toneelschuur producties
- 2019: Monoloog voor de Vrijheid, Philharmonie Zuid Nederland
- 2021: Vind je dat normaal?!, Maas Theater en Dans
- 2022: De Memers, Booi Kluiving, De Nieuwe Oost & Feikes Huis
- 2023: Satisfactory, Booi Kluiving, De Nieuwe Oost & Feikes Huis
- 2023: De Vergadering, Jelle Stiphout, Studio Dooie Mus
- 2024: Van het gas af, Sara de Monchy, De Balie
- 2024: K-HOLE, Studio Dooie Mus
- 2024: Uitgewoond, Saskia Huybrechtse, Parels voor de Zwijnen